# 森下みさ子
森下 みさ子（もりした みさこ）は、日本の児童文化・玩具文化研究者、白百合女子大学人間総合学部児童文化学科教授。

## 略歴
東京都出身。お茶の水女子大学児童学科卒、同大学院博士課程満期退学。聖学院大学児童学科准教授を経て、白百合女子大学人間総合学部児童文化学科教授となる。1981年、投稿評論「安野光雅のAB・C」で『日本児童文学』三百号記念論文佳作受賞。1985年『わたしたちの江戸』（共著）により日本児童文学学会奨励賞受賞。『おもちゃ革命』により日本保育学会文献賞受賞。

## 著書
- 『江戸の微意識 生成する都市と<女・子ども>』新曜社(ノマド叢書)、1988年。
- 『江戸の花嫁 婿えらびとブライダル』中公新書、1992年。
- 『娘たちの江戸』筑摩書房、1996年。
- 『おもちゃ革命 手遊びおもちゃから電子おもちゃへ』岩波書店(今ここに生きる子ども)、1996年。

### 共著
- 『わたしたちの「江戸」―<女・子ども>の誕生』本田和子、皆川美恵子共著、新曜社、1985年。

## 論文
- <森下みさ子